# (23625) Gelfond
(23625) Gelfond es un asteroide perteneciente al cinturón de asteroides descubierto por Paul G. Comba el 19 de noviembre de 1996 desde el Observatorio de Prescott.

## Designación y nombre
Designado provisionalmente como 1996 WX, fue nombrado Gelfond en honor a Alexandr Osipovich Gelfond (1906-1968) quien estudió y enseñó matemáticas en la Universidad de Moscú. Sus principales contribuciones fueron en la teoría de la interpolación y la aproximación de funciones de variable compleja, en la teoría de números y el estudio de los números trascendentales y en la historia de las matemáticas.

## Características orbitales
Gelfond está situado a una distancia media de 2,242 ua, pudiendo alejarse un máximo de 2,492 ua y acercarse un mínimo de 1,993 ua. Tiene una excentricidad de 0,111.

## Características físicas
Gelfond tiene una magnitud absoluta de 16,15.